# Ruggiero Romano
Ruggiero Romano (* 23. November 1923 in Fermo; † 5. Januar 2002 in Paris) war ein italienischer Historiker, der sich mit der Wirtschaftsgeschichte Italiens und Lateinamerikas befasste und der zur Annales-Schule gehörte.

## Leben
Romano studierte zunächst in Neapel bei Nino Cortese (1896–1972), absolvierte seinen Laurea-Abschluss über den neapolitanischen Jakobiner Vincenzio Russio (1770–1799) und ging dann nach Rom an das neu gegründete Institut für Historische Studien zu Federico Chabod. Er wechselte 1948 zum weiteren Studium nach Paris, wo er Fernand Braudel wiedertraf (er kannte ihn schon als beide in den Archiven Venedigs forschten) und war seit 1951 Directeur d’etudes an der École Pratique des Hautes Études (sechste Sektion), dem Zentrum der Annales-Schule in Paris. Dort war er ein Kollege des ebenfalls aus Italien nach Paris gezogenen Alberto Tenenti. 1957/58 wurde er auch Leiter des Maison d’Italie, der Anlaufstelle italienischer Studenten an der Universität Paris. 1992 wurde er emeritiert. Er war Gastprofessor in Polen und Lateinamerika.
Romano befasste sich insbesondere mit der Wirtschaftsgeschichte des kolonialen Südamerika und Italiens (Neapel) in der frühen Neuzeit. Er gab aber auch bei Einaudi eine Geschichte Italiens heraus und verfasste mit Tenenti den Band der Fischer Weltgeschichte über die frühe Neuzeit.
Bekannt ist er für seine Untersuchung von Wirtschaftskrisen. In einem Aufsatz von 1962 führte er die europäische Wirtschaftskrise der Jahre 1619 bis 1621, die vorher Anlass heftiger Debatten bei angelsächsischen Historikern (u. a. Hugh Trevor-Roper, Eric Hobsbawm)  war, auf eine Re-Feudalisierung der Wirtschaft zurück (Primat der Landwirtschaft), die das lange 16. Jahrhundert beendete. Ausnahmen in dieser Entwicklung waren England und die Niederlande. In Italien dagegen markierte dies einen wirtschaftlichen Niedergang.
Er betrieb eine Zusammenarbeit der Zeitschrift Annales mit der italienischen Zeitschrift Rivista Storica Italiana. In Italien arbeitete er mit dem Historiker Ugo Tucci zusammen.
Im italienischen Fernsehen RAI moderierte er 1985 eine Fernsehreihe über den Spanischen Bürgerkrieg (in Zusammenarbeit mit der BBC). 1977 bis 1982 gab er die Enciclopedia Einaudi im Verlag Einaudi heraus.

## Schriften
- mit Alberto Tenenti Die Grundlegung der modernen Welt: Spätmittelalter, Renaissance, Reformation, Fischer Weltgeschichte Band 12 (italienische Ausgabe: Alle origini del mondo moderno, 1350–1550, 1967)
- mit Fernand Braudel Navires et marchandises à l’entrée du port de Livourne (1547–1611), Paris: A. Colin 1951
- Le Commerce du Royaume de Naples avec la France et les pays de l’Adriatique au XVIIIeme siecle, Paris 1951
- Commerce et prix du blé au Marseille au XVIIIe siècle, Editions de l’Ecole des Hautes Etudes en Sciences Sociales  1956
- Una economia colonial: Chile en el siglo XVIII, Buenos Aires, 1965 (französischer Aufsatz in Annales, Band 15, 1960, 259–285)
- Les Conquistadores: Les mécanismes de la conquête coloniale, 1974, Flammarion 1999
- Napoli: Dal Viceregno al Regno. Storia economica, Einaudi 1976
- Herausgeber mit Corrado Vivanti: Storia d’Italia, 6 Bände, Einaudi 1972–1976
- L’Europa tra due crisi. XIV e XVII secolo, Einaudi 1980 (Aufsätze)
- Tra due crisi: l’Italia del Rinascimento, Turin, Einaudi, 1971 (Aufsätze)
- Tra storici ed economisti, Einaudi 1982
- Herausgeber: Storia dell’economia italiana, 3 Bände, Einaudi 1990–1991
- Conjonctures opposées: La crise du XVIIe siècle en Europe et en Amérique ibérique, Librairie Droz 1992
- Paese italia, Donzelli 1994
- Braudel e noi. Riflessioni sulla cultura storica del nostro tempo, Donzelli 1995 (zu Fernand Braudel)
- Europa e altri saggi di storia, Donzelli 1996
- America latina. Elementi e meccanismi del sistema economico coloniale (secoli XVI-XVIII), UTET 2007